# ريس جيميل
ريس جيميل (بالإنجليزية: Rhys Gemmell)‏ مواليد 4 مارس 1896 - تاريخ الوفاة غير معروف، في فيكتوريا، فيكتوريا، كان لاعب كرة مضرب أسترالي. فاز ببطولة البطولة أستراليا المفتوحة للتنس سنة 1921.

## النهائيات

### اللقب (1)
| السنة | البطولة                       | الأرضية | المنافس في النهائي | النتيجة في النهائي |
| 1921  | بطولة أستراليا المفتوحة للتنس | عشبية   | ألف هيدمان         | 7–5, 6–1, 6–4      |

## روابط خارجية
- ريس جيميل على موقع رابطة محترفي التنس (الإنجليزية)